# Jason Lee (calciatore)
Jason Lee (Forest Gale, 9 maggio 1971) è un ex calciatore inglese, di ruolo attaccante.

## Carriera

### Club
Dopo aver giocato tra la terza e la quinta divisione inglese, arriva in Premier League con la divisa del Nottingham Forest, raggiungendo notorietà a livello nazionale non tanto per il talento, quanto per la sua capigliatura, per la quale è spesso deriso dai comici Frank Skinner e David Baddiel nel loro programma calcistico Fantasy Football League: in seguito a ciò, i tifosi cominciano a intonargli cori del tipo «He's got a pineapple, on his head, he's got a pineapple, on his head» (sulle note di He's Got the Whole World in His Hands di Laurie London) reso famoso proprio dal duo comico. In questo periodo ottiene il soprannome di Pineapple Head (Testa d'Ananas).
Durante il programma, Lee è deriso dal duo anche per la sua presunta incapacità nel segnare, costringendo il calciatore ad ammettere che le frequenti battute minano la sua fiducia. Poco dopo decide anche di tagliarsi i capelli.
Le sue prestazioni sono talmente mediocri (15 gol in 91 presenze con la maglia del Nottingham Forest) da essere inserito al nono posto in una classifica dei 50 peggiori attaccanti della Premier League.
Dopo l'esperienza a Nottingham, scende di categoria fino al quarto livello del calcio inglese, tentando anche l'esperienza in Scozia (seconda categoria) e terminando la carriera nelle divisioni minori inglesi: totalizza 125 reti in 621 presenze di campionato, alla media di 0,2 gol a partita.